# Tripleuchlanis plicata
Tripleuchlanis plicata är en hjuldjursart som först beskrevs av K.M. Levander 1894. Enligt Catalogue of Life ingår Tripleuchlanis plicata i släktet Tripleuchlanis och familjen Euchlanidae, men enligt Dyntaxa är tillhörigheten istället släktet Tripleuchlanis och familjen Brachionidae. Arten är reproducerande i Sverige. Inga underarter finns listade i Catalogue of Life.